# Membro da Royal Society
Membro da Royal Society (em inglês: Fellow of the Royal Society - FRS) é um título honorífico concedido a cientistas notáveis e também um tipo de afiliação da Royal Society para o Melhoramento do Conhecimento Natural.
Os candidatos devem ser naturais ou residirem no Reino Unido, República da Irlanda ou nos territórios da Commonwealth. Os cientistas proeminentes de outros lugares podem assumir a condição de membro estrangeiro. Os estatutos da Sociedade indicam que os candidatos à eleição devem ter feito "uma contribuição substancial à melhoria do conhecimento da natureza, incluindo matemática, ciência da engenharia e ciência médica".
Através do voto dos membros já existentes na Sociedade, são eleitos até 44 novos membros todos os anos. O membro eleito tem o direito de colocar as letras FRS após o seu nome.